# ابوکاتا
ابوکاتا یا ابیکوتا (به لاتین: Abeokuta) در نیجریه با جمعیت ۸۸۸٬۹۲۴ نفر است که در ایالت اوگون واقع شده‌است.